# Xylophanes isaon
Xylophanes isaon là một loài bướm đêm thuộc họ Sphingidae. Nó được tìm thấy ở tây nam Brasil và Paraguay tới Argentina.
Cá thể trưởng thành có lẽ mọc cánh quanh năm.
Ấu trùng có lẽ ăn các loài Psychotria panamensis, Psychotria nervosa và Pavonia guanacastensis.